# Episodi di Drei Damen vom Grill (quinta stagione)
La quinta stagione della serie televisiva Drei Damen vom Grill è stata trasmessa in anteprima in Germania nel corso del 1983.
| nº | Titolo originale          | Titolo italiano | Prima TV Germania | Prima TV Italia |
| -- | ------------------------- | --------------- | ----------------- | --------------- |
| 1  | Borgen macht Sorgen       | inedito         | 1983              | inedito         |
| 2  | Mitgegangen - mitgefangen | inedito         | 1983              | inedito         |
| 3  | Moabit antik              | inedito         | 1983              | inedito         |
| 4  | Noch'n Otto               | inedito         | 1983              | inedito         |
| 5  | Kalter Kaffee             | inedito         | 1983              | inedito         |
| 6  | Sei keen Frosch           | inedito         | 1983              | inedito         |
| 7  | Putz mit Paulchen         | inedito         | 1983              | inedito         |
| 8  | Nägel mit Köppen          | inedito         | 1983              | inedito         |
| 9  | Dornröschen               | inedito         | 1983              | inedito         |
| 10 | Rätseltip                 | inedito         | 1983              | inedito         |
| 11 | Alles Theater             | inedito         | 1983              | inedito         |
| 12 | Muscheln auf Matrosenart  | inedito         | 1983              | inedito         |
| 13 | Denkste!                  | inedito         | 1983              | inedito         |